# Leptoperilissus denudator
Leptoperilissus denudator là một loài tò vò trong họ Ichneumonidae.